# 森田柿園

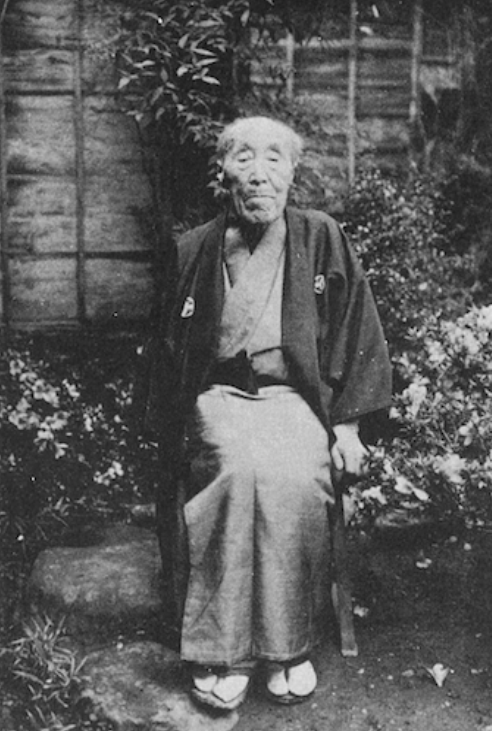
森田柿園

森田 柿園（もりた しえん、1823年3月27日（文政6年2月15日） - 1908年（明治41年）12月1日）は、江戸時代から明治時代にかけての日本の地方行政官、歴史家。加賀藩の歴史に関する著作を残した。

## 来歴
本名は「平次」で、平之祐（へいのすけ）、良見（よしみ）と名乗ったこともあった。「柿園」の号は祖父が自宅を「柿園舎」と名付けたことに由来する。森田柿園（平次）の6代祖には『能州紀行』を著した森田盛昌がいる。
藩政時代は御馬周の茨木氏の家臣を務め、明治維新後には加賀藩が金沢県を経て石川県となる間に神社に関する政務に従事した。神仏分離はその期間の出来事である。一方、1869年に藩主前田家の「家録編集係」となり、さらに1871年には前田家の蔵書調査係に任じられる。1872年に調査が終了してからも、前田家の蔵書を自宅で借用した。
また、白山頂と周囲の8村の帰属が足羽県（現在の福井県）との間で紛糾した際には、1872年に歴史考証に基づく「白山論争記」を執筆し、石川県に決する上で大きな役割を果たしたとされる。
1876年に石川県を退職してからは加賀藩の史料編纂に余生を費やし、1885年から1897年までは前田家の嘱託ともなる。1891年に『金澤古蹟志』が完成したが、85歳で転倒による歩行困難から病床に就き、1908年12月1日に死去した。墓は金沢市内の放生寺（曹洞宗）にある。
石川県立図書館には柿園の著作や収集本を収めた「森田文庫」がある。

## 関連書籍
- 鈴木雅子『加賀の下級武士の藩政期と維新後　森田柿園の記録から』港の人、2019年。著者は柿園の子孫[6]。